# Zbór Chrześcijan w Mikołowie
Zbór Chrześcijan w Mikołowie - znajduje się w Mikołowie, przy ulicy Waryńskiego 42a.
Nabożeństwa odbywają się w każdą niedzielę o godzinie 9.30 oraz we wtorek o godzinie 18.30.